# Снежана Трстењак
Снежана Трстењак  (Београд,12. јануар 1963) познатија као Василијана је српски редитељ, сценариста и аниматор која се бави анимацијом од 1986. године.

## Биографија
Снежана Трстењак је редитељ и аниматор са богатим образовним и професионалним искуством у области дигиталне уметности и анимације. Родила се, образовала и професионално развијала у Србији а потиче из породице која своје корене проналази у српском,  руском, хрватском и мађарском пореклу, што сматра богатством и привилегијом. Истиче да се кроз професионални рад трудила да оствари најбоље резултате али и националне интересе. 
Завршила је докторске уметничке студије у  Универзитету уметности у Београду школске 2016/17  - школске 2016/17 стекавши академски назив доктор уметности – Дигитална уметност, а њен докторски уметнички пројекат: ЕХО КРАТКИХ СЛИКА (играно-анимирани кратки филм, у интеракцији са публиком) представља допринос у позитивном кретању савремене уметности. 
Њена магистарска теза под називом «ЧУВАРИ ПРИРОДЕ» -Интерактивна дигитална анимација у школској настави (2001-2004) била је посвећена интерактивној дигиталној анимацији у школској настави. До тада се образовала из области информационих технологија: дипл инж. Производног Менаџмента / Технички факултет „ Михајло Пупин„ у Зрењанину (1981-1984) дипломска рад, тема дипломског рада: Увођење иновације у производни процес. инж. Информатике / Виша школа за информатику и статистику у Београду. (1978 –1982) Средња школа / Усмерено образовање, математичко-техничке струке, звање : Статистичар у Шестој Гимназији у Београду. Одатле потиче њена склоност и иницијатива ка повезивању науке и уметности.
Трстењак је остварила значајан утицај у области анимације, дигиталног стваралаштва и мултимедије током своје професионалне каријере. Радила је као редитељ и аниматор за бројне ТВ рекламе, сарађујући са познатим маркетиншким агенцијама као што су «Leo Burnett», «Ogilvy&Mather», «McCann Erickson», и друге. Њено дело обухвата широк спектар анимираних филмова, а посебно се истиче као аутор  пластелинске анимације у бившој Југославији, која је коришћена као шпица за "FEST '91".
Поред тога, Трстењак је радила као педагог. Покренула је изучавање анимације у оквиру високог образовања 2002 године, на основним и специјалистичким студијама и то следеће предмете: основи анимације /основне студије/, компјутерска анимација /основне студије/, компјутерска анимација 1 /основне студије/, мултимедијално рачунарство /основне студије/, дигиталана телевизија /основне студије/ ,компјутерска анимација 2  /специјалистичке студије/ и мултимедијлна постпродукција    /специјалистичке студије /, обогаћујући своје искуство кроз наставу у Високој школи електротехнике и рачунарства струковних студија у Београду.
Настављајући да доприноси увођењу иновацијау културне токове Србије, била је активна у организацији и предавању на семинарима и радионицама о интернету, култури и новим медијима. Учествовала је на бројним филмским фестивалима, често као члан жирија или учесник, пружајући подршку и менторство младим талентима. Преко 130 менторстава Дипломских радова смера Аудио и видео технологије у ВИШЕР-у, за 15 година рада у просвети представља значајан допринос ширењу дигиталне културе код младих . Осим тога, основала је атеље «Visual Production»  с циљем оживљавања традиције «Београдске школе цртаног филма» и промоције анимације у Србији. Кроз овај атеље, Трстењак подржава младе уметнике различитих профила, од аниматора до дизајнера, пружајући им подршку у уласку у свет анимације и професионалном раду, након школовања као и прилику да допринесу развоју разумевања различитости кроз уметност.
Њено филмско деловање обухвата широк спектар пројеката, а филмове, преко 40 кратких филмова- до 7 минута, које је створила са својим тимом су освојили  значајне награде на домаћим и међународним фестивалима. Трстењак такође, има активну улогу у подршци еколошким иницијативама кроз уметност, као што је њена улога у пројекту анимиране серије «Добривоје» и «Да ли сам то само сањала» посвећена екологији. 
Осим тога, као директор и председник селекционе комисије  MultiMost Fest-а у Сремским Карловцима, Трстењак и даље доприноси афирмацији и развоју уметности у Србији.

## ФИЛМОГРАФИЈА
Редитељ-аниматор на следећим филмовима
1. ·  “Дан када је рођен социјализам” (1989) , ФРЗ Београд
2. ·  “Дијалог” (1993),
3. · “Мој свет” (1996), продукција БИКИЋ СТУДИО
4. ·  “Big Apple” (1997), продукција БИКИЋ СТУДИО
5. ·  ”Март 3003” (2003), продукција ФИЛМ И ТОН, ВИСЕР Београд ,Art & Visual    production.Animation -- mixed media 2D and 3D animation
6. ·  ”Миладин” (2004), продукција ФИЛМ И ТОН, ВИСЕР Београд, Art & Visual production.
7. ·  “Бубице” (2004), продукцијаФИЛМ И ТОН, ВИСЕР Београд, Art & Visual production.
8. ·  “Пар-Непар” (2004), animation/Snezana Trstenjak, Marko Milicevic Technics: Animation -- mixed media 2D and 3D animation продукцијаФИЛМ И ТОН, ВИСЕР Београд, Art & Visual production.
9. ·  “Да ли сам то само сањала” -АПЕЛ ЗА БУДУЋНОСТ ; (2004), продукција ФИЛМ И ТОН, ВИСЕР Београд, Art & Visual production.
10. ·  "To be paprika or not to beTomato" (2008),  продукција ФИЛМ И ТОН, ВИСЕР Београд, Универзитет уметности у Београду, Art & Visual production
11. · “ФИЛМ О ФИЛМУ "Ако не желиш да ручаш на степеницама" (2015),  продукција ВИСЕР Београд, Art & Visual production "Чежња".(2018), продукцијаФИЛМ И ТОН, Универзитет уметности у Београду, Art & Visual production
12. ·  "ПУТ У КАЛУГУ",(2018), продукцијаФИЛМ И ТОН, Универзитет уметности у Београду, Art & Visual production
13. ·  "Душе поета".(2018), продукцијаФИЛМ И ТОН, Универзитет уметности у Београду, Art & Visual production
14. ·  "С ОБРАМИЦОМ НИЗ ПУТ" (2021), Аутори филма: Снежана Трстењак- Василијана Снежна, Гордана Петковић и Зоран Трандафиловић, продукција Art & Visual production,/Министарка културе и информисања оценила је да, као што је то случај са истим или сличним установама било где у свету, и Етнографски музеј у Београду спада међу институције културе које привлаче највећу пажњу домаће и стране публике. „То је доказ дубоко укорењене људске потребе за стицањем знања о прецима, њиховим навикама и обичајима. Тиме заправо спознајемо себе, свој свет и друге народе и друштва“, подвукла је Гојковић./
15. ·   “ЗНАК” (2022), Музички анимирани филм- редитељ: Снежана Трстењак- Василијана Art & Visual production  2022 CROATIA RECORDS & PGP RTS © 2022 CROATIA RECORDS & PGP RTS  Глазба: Војислав Драговић Текст: Катарина Ћирић Аранжман: Војислав Драговић Тонско снимање, миx, мастеринг: Зоран Тимотијевић Зокс Бубњеви: Владимир Мигрић Електричне гитаре: Љубомир Соботовић Гитара: Давор Ракичевић Соло гитара: Славко Ђорђевић Иннуендо Орцхестра КВ Цхоир Клавир, басс, акустична гитара, перкусије, пратећи вокал: Војислав Драговић Снимано у студију: Qварт Земун ВД студио Видео продукција: Режија & сценариј: Др.Ум. Снежана Трстењак-Василијана Снежна Анимација: Др.Ум. Снежана Трстењак-Василијана Снежна, Милош Мандић, Мира Мићановић Тичерић Subscribe to Croatia Records: https://bit.ly/crorecyoutube Slušajte Alena Islamovića na: Spotify: https://spoti.fi/3rn3ekT Deezer: https://bit.ly/3K999RQ SoundCloud: https://bit.ly/3K7ZOts Tidal: https://bit.ly/3LG1XNu Amazon Music: https://amzn.to/35AEQUW

Главни Лутка аниматор - лутка аниматор на дугометражном играно-анимираном филму “Вилењакова прича“,редитељ Стеван Ђорђевић, продукција рз “БРВНАРА“ (2008)
Главни аниматор на следећим филмовима
1. ·   “Столица”  Редитељ  Недељко Убовић (1990) продукција. ФРЗ Београд
2. ·  “А-1”  Редитељ Недељко Убовић (1994), продукција БИКИЋ СТУДИО
3. ·   “Хогар Страшни у Риму“ (1993) , Шпица за филм, продукција БИКИЋ СТУДИО
4. ·  ”Парадисе” Аутор Недељко Убовић (1994), продукција БИКИЋ СТУДИО
5. ·  “Писма читалаца” Аутор Дејана Шајбер (1998) продукција БИКИЋ СТУДИО

Сарадник на дугометражним анимираним пројектима: Аниматор ”Little Flying Bears”БИКИЋ СТУДИО, Duran studio,  “Tom-Tom and    Nana” БИКИЋ СТУДИО, Дуран студио, “Анатол” БИКИЋ СТУДИО, Дуран студио. ; Аниматор, lay out:  “Tom-Tom and Nana”, копродук. БИКИЋ СТУДИО, Duran studio ; Фазер и кописта : “Hatcshipuh”, продукција БИКИЋ СТУДИО

## НАГРАДЕ
•  1993- филм "Дијалог"- Награда за цртеж на 4. фестивалу Југословенског анимираног филма у Чачку  
•  1994- главни аниматор на филмовима "А-1" и "Парадисе" који су на 41. фестивалу  Југословенског документарног и краткометра`ног филма 1994. год награђени као најбољи анимирани филмови. То су такође први Југословенски филмови који су учествовали  на фестивалу у Јапану -"Хиросхима 94";
•  1996- филм "Мој свет", Златна медаља Београда за најбољи мини филм на 43. фестивалу југословенског документарног и краткометражног филма.
• 1996- филм "Мој свет", награда Министарства заштите животне средине Републике Србије - најбољи еколошки филм на 43. фестивалу  Југословенског документарног и краткометражног филма;
•  1997 - "BIG APPLE", Златна плакета Београда за најбољи анимирани филм на 44. фестивалу Југословенског документарног и краткометразног филма 
•  2003- филм "BIG APPLE", Бронзани Витез на међународном фестивалу”Златни Витез” у Москви и Калуги  
• 2003- филм "МАРТ 3003"  награда за Сценографију на 9. фестивалу југословенског анимираног филма у Чачку 2003 године.
• 2004 - филм "БУБИЦЕ"  * Златна медаља Београда за најбољи анимирани филм ("БУБИЦЕ") на 51. домаћем и 1. међународном фестивалу документарног и краткометражног филма у Београду. /
• 2004 - филмови "БУБИЦЕ" , "Even Odd - Par Nepar", "МИЛАДИН"  и триптих  "DID I  JUST DREAM?", / у продукцији Visual production, Филм и Тон и ВИСЕР Београд, Аутора Снежане Трстењак, добитници продуцентске награде, односно   * Златна медаља Београда за најбољу продукцију групе филмова на 51. домаћем и 1. међународном фестивалу документарног и краткометражног филма у Београду. /продуцентска награда/    ПРОЈЕКТИ РЕАЛИЗОВАНИ УЗ ПОМОЋ ГРАДА БЕОГРАДА, ГРАДСКА УПРАВА, Секретаријат за културу ;

### 
Емисија студената ВИШЕР-а О ИЗУЧАВАЊУ АНИМАЦИЈЕ *гости: ТРИ ГЕНЕРАЦИЈЕ- Буца Лупа, Снежана Трстењак и Александар-Аки Родић.
ВОДИТЕЉ Душан Воргић. Овај рад су реализовали студенти Школе, по сопственом избору теме, и моје учешће као госта у овом пројекту и као њиховом професору представља велику част и задовољство.
Dec 16, 2015 ANIMA VOŽD – rad studenata iz predmeta MULTIMEDIJALNA PRODUKCIJA REALIZACIJA  Bojan Todorović,   Marija Kovačina VODITELJ  Dušan Vorgić INTERVJU  Sandra Radojević KAMERA Pavle Perović, Marko Milenković, Nikola Jeremić,  Petar Branković INDŽEST  Vojkan Čolaković GRAFIKA  Vojkan Čolaković,  Aleksandar Petrović GOSTI  Blagoje Buca Lupa, profesor Snežana Trstenjak, završeni studenti VIŠER-a Aleksandar Rodić PROIZVODNJA  VIŠER , jun 2014
Све је већа потреба у повезивању науке и уметности. Огледа се у распрострањености мултимедије и дигиталних технологија у свим гранама живота. Са једне стране је уметник, који естетски и идејно обликује виртуелну стварност која нас окружује, а са друге је наука, која у свом истраживачком домену, препознаје законитости, класификује и препоручује системе за имплементацију  нових технологија, нових алата, финално и нових прописа, у оквиру прилагођавања сваког субјекта друштва и наравно, бољитку заједнице као целине. Истиче Снежана Василијана Трстењак као разлог покретања изучавања анимације, мултимедије и дигиталног стваралаштва у оквиру ВИШЕ ЕЛЕКТРОТЕХНИЧКЕ ШКОЛЕ У БЕОГРАДУ / србија 2002 године.

Аутор кампање „Учење на даљину“ - 2014/2015 године.
Покретач је онлајн учења /УЧЕЊА НА ДАЉИНУ/ Компјутерске анимације у оквиру високих студија (студијски програм Аудио и видео продукција, 2013.).
Пошто у то време није било литературе на српском језику, припремила  је специјализован план и  програм и литературу :
o     Приручник за ЛАБОРАТОРИЈСКЕ ВЕЖБЕ , Прво и Друго-Измењено издање, КОМПЈУТЕРСКА АНИМАЦИЈА и КОМПЈУТЕРСКУ АНИМАЦИЈУ 1 /НАПРЕДНЕ ТЕХНИКЕ КОМПЈУТЕРСКЕ АНИМАЦИЈЕ Аутори: мр Снежана Трстењак и Зоран Трандафиловић, инж.елек.
o      Приручник за ЛАБОРАТОРИЈСКЕ ВЕЖБЕ/  три издања, МУЛТИМЕДИЈАЛНА ПОСТПРОДУКЦИЈА, Аутори: мр Снежана Трстењак и студенти Горан Кљајевић, Петар Јевтић, Милан Манестер.
o      Практикум за ЛАБОРАТОРИЈСКЕ ВЕЖБЕ/  три издања, МУЛТИМЕДИЈАЛНА ПОСТПРОДУКЦИЈА, Аутори: мр Снежана Трстењак и студенти Горан Кљајевић, Петар Јевтић.

### ОПШТИ ИНТЕРЕС У КУЛТУРИ:Оснивач атељеа-невладине организације„ Visual Production “
VISUAL Production је основан са идејом да окупља уметнике различитих профила и интересовања, аниматоре, редитеље, дизајнере, књижевнике у циљу подршке у мултимедијалном уметничком деловању и стварању младих Србије. 
Како је оснивање смера Аудио и видео продукција , на ВИШЕР-у, имало за циљ стручно оспособљавање младих кадрова за продукцију и постпродукцију аудио и видео садржаја, тако се створила потреба подржати и усмерити, тачније укључити младе у професионалне токове.
“VISUAL Production” је атеље основан и одлуком Удружења ликовних уметника примењених уметности и дизајнера Србије (УЛУПУДС) регистрован  03.04.2001.,(број регисрта у Удружењу  74/1).  
Од 5.12.2012 године, регистрован у АПР-у – као је атеље основан и одлуком Удружења ликовних уметника примењених уметности и дизајнера Србије (УЛУПУДС)  регистрован 03.04.2001.,(број регисрта у Удружењу 74/1).  Од 5.12.2012 године, регистрован у АПР-у – као „ ART and Visual Production “ “ Матични број 28098197,  
Област деловања- Научно и стручно праћење утицаја медија и нових медија, као и непрофитна, неформална едукација становништва, са посебним освртом на децу и омладину.
Подстицање, унапређење и стварање услова за развој међународне културне сарадње у области дигиталног стваралаштва и мултимедије:
• 2001– Аутори  С. Трстењак и Вера Влајић, - Пројекција филмова-ретроспектива српске женске анимације у Бечу 2001 Tricky Women, International animation film festival in Vienna.
• Од 2003 – Сарадња са фестивалом „Златни Витез“  око међународне културне сарадње .
•  Од 2013 – супервисор, на он –лине филмским радионицама у организацији CINEMASPORTS из Сан Франциска 
•  Од 2020-на даље – Директор и један од покретача– Међународног фестивала кратког ауторског анимираног филма МултиМост фест , ОРГАНИЗАТОР ФЕСТИВАЛА:  Студио за дечију и омлаМултиМост фест –ДОМ , Сремски Карловци.
• 05.02.2022 – ЗАХВАЛНИЦА ЗА ПОДРШКУ И ДУГОГОДИШЊУ САРАДЊУ- У част двадесетогодишњице драгоцене сарадње Музеја Југословенске кинотеке са Културним центром Амбасаде Исламске Републике Иран, господин Амир Пурпезешк Директор Културног центра Амбасаде Исламске Републике Иран у Србији уручио је захвалнице ЗА ДУГОГОДИШЊУ САРАДЊУ и то: господину Маријану Вујовићу, господину Радославу Зеленовићу, господину Југославу Пантелићу, господину Ивану Стојановићу, Госпођи Александри Савић, господину Миљену Креки Кљаковићу и госпођи Снежани Трстењак.   https://me.iran.rs/  